# Phryganea major
Phryganea major is een fossiele soort schietmot uit de familie Phryganeidae.